# Dalbergsån
Dalbergsån är en å på Dalboslätten i Dalsland, vars längd är cirka 110 km inklusive källflöden. De viktigaste källflödena är Krokån och Frändeforsån.

## Natur
Ån hyser den hotade fisken asp. 

## Mänsklig historia
Vid åns utlopp i Vänern finns en hällristning med skepps- och djurfigurer samt ruinen av Dalaborgs medeltida fästning. Det finns ett enskilt kraftverk sedan 1914 vid Åsebro, cirka 12 km uppströms mynningen i Vänern. Det utgör inget normalt vandringshinder för fisk då den låga dammen tillsammans med bergets flacka lutning och förhållandevis goda vattenströmning gör det tämligen passerbart för fisk under större delen av ett normalår.